# Acceleration of Suguri X Edition
Acceleration of Suguri X Edition è un videogioco di genere picchiaduro a incontri sviluppato da Orange Juice e pubblicato da Rockin' Android per PlayStation 3, tramite PlayStation Network, nel 2011 e per Microsoft Windows, via Steam, nel 2012.

## Accoglienza
La rivista Play Generation diede alla versione per PlayStation 3 un punteggio di 75/100, trovandolo un titolo divertente e scanzonato, soprattutto in multi e nelle sfide Arcade, ma la Storia aveva ben poco mordente.